# CA-603
La CA-603 es una carretera autonómica de Cantabria perteneciente a la Red Local y sirve de acceso a la población de Acereda.

## Nomenclatura

Indicador

Su nombre está formado por las iniciales CA, que indica que es una carretera autonómica de Cantabria, y el dígito 603 es el número que recibe según el orden de nomenclaturas de las carreteras de la comunidad autónoma. La centena 6 indica que se encuentra situada en el sector comprendido entre las carreteras nacionales N-634 al norte, N-623 al oeste y N-629 al este, y el límite con la provincia de Burgos al sur.

## Historia
Su denominación anterior era SV-5805.

## Trazado actual
Tiene su origen en la intersección con la CA-602 situada a 1200 m del núcleo de Santiurde de Toranzo y su final en el núcleo de Acereda, ambas localidades situadas en el término municipal de Santiurde de Toranzo, municipio por el que discurre la totalidad de su recorrido de 0,7 kilómetros. La carretera bordea la cima en la que se ubica la iglesia románica de La Asunción, disponiendo de una zona de aparcamiento y merendero al borde la carretera CA-603, en las cercanías del camino de acceso a la iglesia.
Su inicio se sitúa a una altitud de 131 m s. n. m. y el fin de la vía está situada a 194 m s. n. m.
La carretera tiene dos carriles, uno para cada sentido de circulación, y una anchura total de 5,0 metros sin arcenes.

## Actuaciones
El IV Plan de Carreteras contempla la ampliación de sección de la carretera a 6,0 metros sin arcenes.

## Transportes
No hay líneas de transporte público que recorran la carretera CA-603 si bien en la intersección con la CA-602 se sitúa una parada de autobús de la siguiente línea:
- Turytrans: Santander - Vejorís

## Recorrido y puntos de interés
En este apartado, y de acuerdo con el sentido marcado por la denominación de la carretera, se aporta la información sobre cada una de las intersecciones de la CA-603 así como otras informaciones de interés. 
| Esquema           | PK  | Sentido Acereda (creciente)           | Sentido Acereda (creciente) | Sentido Acereda (creciente)                          | Sentido Acereda (creciente)                          | Sentido CA-602 (decreciente)                         | Sentido CA-602 (decreciente)                         | Sentido CA-602 (decreciente) | Sentido CA-602 (decreciente) | Incidencias |
| Esquema           | PK  | Velocidad                             | Elemento                    | Salida                                               | Salida                                               | Salida                                               | Salida                                               | Elemento                     | Velocidad                    | Incidencias |
| Esquema           | PK  | Velocidad                             | Elemento                    | Dir.                                                 | Nombre                                               | Nombre                                               | Dir.                                                 | Elemento                     | Velocidad                    | Incidencias |
| ----------------- | --- | ------------------------------------- | --------------------------- | ---------------------------------------------------- | ---------------------------------------------------- | ---------------------------------------------------- | ---------------------------------------------------- | ---------------------------- | ---------------------------- | ----------- |
|                   | 0,0 |                                       |                             |                                                      | CA-603 ACEREDA                                       | CA-602 SANTIURDE                                     |                                                      |                              |                              |             |
| CA-602 SAN MARTÍN | 0,0 |                                       |                             |                                                      | CA-603 ACEREDA                                       |                                                      |                                                      |                              |                              |             |
| Acereda           | 0,0 |                                       |                             |                                                      |                                                      |                                                      |                                                      |                              |                              |             |
|                   | 0,0 |                                       |                             | Vía Verde del Pas                                    | Vía Verde del Pas                                    | Vía Verde del Pas                                    | Vía Verde del Pas                                    |                              |                              |             |
|                   | 0,6 |                                       |                             | ACEREDA                                              | ACEREDA                                              | ACEREDA                                              | ACEREDA                                              |                              |                              |             |
|                   | 0,6 | Iglesia de Santa María de la Asunción |                             |                                                      |                                                      |                                                      |                                                      |                              |                              |             |
|                   | 0,7 |                                       |                             | Final de la carretera en el núcleo urbano de Acereda | Final de la carretera en el núcleo urbano de Acereda | Final de la carretera en el núcleo urbano de Acereda | Final de la carretera en el núcleo urbano de Acereda |                              |                              |             |